# Another Ticket
Another Ticket ist das siebte Studioalbum des britischen Rockgitarristen Eric Clapton. Es erschien am 17. Februar 1981. Es war sein letztes Album für RSO Records. Am 25. Oktober 1990 erschien das Album auch auf CD.

## Titelliste
1. Something Special (Clapton) – 2:36
2. Black Rose (Troy Seals, Eddie Setser) – 3:44
3. Blow Wind Blow (Muddy Waters) – 2:58
4. Another Ticket (Clapton) – 5:43
5. I Can’t Stand It (Clapton) – 4:07
6. Hold Me Lord (Clapton) – 3:27
7. Floating Bridge (Sleepy John Estes) – 6:32
8. Catch Me If You Can (Gary Brooker, Clapton) – 4:24
9. Rita Mae (Clapton) – 5:03

## Rezeption und Auszeichnungen
Die Musikwebsite Allmusic vergab drei von fünf möglichen Sternen für das Album. Kritiker William Ruhlmann fasste es wie folgt zusammen: „es war kein brillanter Clapton, aber ein guter“. Rolling Stone zeichnete das Album mit vier von fünf Sternen aus. Am 25. Juni 1981 bezeichnete Kritiker John Piccarella Claptons Version von Floating Bridge als „den vielleicht subtilsten und raffiniertesten Blues, den Clapton jemals gespielt hat“. Piccarella fand, dass Clapton erreicht hat, ein populäres Album aus sowohl authentischem als auch tragischem Blues aufzunehmen. Er „adressiere Charts und Herz mit einem Geschoss“. Das Album erreichte Platz 26 der deutschen Charts und blieb dort 16 Wochen lang. Auf den Rängen sieben und 18 platzierte sich das Album in den amerikanischen und britischen Albumcharts. Die Singleauskopplung I Can’t Stand It erreichte Platz 10 der Billboard Hot 100 und Platz eins der Mainstream-Rock-Chart. Die Single Another Ticket positionierte sich auf Rang 78 der US-amerikanischen Singlecharts. Die weiteren Auskopplungen Blow Wind Blow, Catch Me If You Can und Rita Mae erreichten die Plätze 24, 23 und 18 der Mainstream-Rock-Charts. Das Album wurde in den USA und Kanada mit „Gold“ ausgezeichnet und verkaufte sich weltweit mehr als 550.000-mal.

## Auszeichnungen für Musikverkäufe
| Land/Region               | Auszeichnungen für Musikverkäufe (Land/Region, Auszeichnung, Verkäufe) | Verkäufe |
| ------------------------- | ---------------------------------------------------------------------- | -------- |
| Japan (RIAJ)              | —                                                                      | 27.000   |
| Kanada (MC)               | Gold                                                                   | 50.000   |
| Vereinigte Staaten (RIAA) | Gold                                                                   | 500.000  |
| Insgesamt                 | 2× Gold ·                                                              | 577.000  |

Hauptartikel: Eric Clapton/Auszeichnungen für Musikverkäufe